# タイタン表層海探査
タイタン表層海探査（タイタンひょうそうかいたんさ、英語: Titan Mare Explorer; TiME）は、2009年にアメリカ航空宇宙局 (NASA) のディスカバリー計画の一環として提案された、土星の衛星タイタンの探査機（ランダー）。

## 概要
TiMEは相対的に低コストな案であり、タイタンの有機化合物を観測する、史上初の地球外の天体の海洋探査として計画された外惑星ミッションである。タイタンの海の分析と、可能であれば海岸線の観察を行う想定であった。ディスカバリー計画では、打ち上げコストを除いたコストが4億2,500万ドル以下に制限されている。 TiMEは2009年にNASAのProxemy Researchによりディスカバリー計画の候補の一つとして提案された。 TiMEミッションは同時期の28の候補の中から最終候補の3つにまで残るも、最終的には不採用となった。2013年末には別口で予算の可能性を得るも、NASAは同年にTiMEの電源として期待されていたスターリング放射性同位体発電機 (ASRG) の開発を中止しており、ミッションの実現には至っていない。

## ディスカバリー計画の選定
TiMEは2011年5月のディスカバリー計画の選定において、3つの最終候補の1つとして選ばれ、計画詳細化のための300万ドルの予算を勝ち取った。他の2候補は、インサイトと彗星ホッパーである。2012年夏のレビューの後、NASAは9月に火星ミッションであるインサイトを採用したことを発表した。
タイタンの湖や海への着水は、Solar System Decadal Surveyによっても検討されていた。加えて、2009年に2020年代の打ち上げを目指し提案されたタイタン・サターン・システム・ミッションでは、小容量のバッテリーを使った湖の探査機が計画されていた。 2016年の次の打ち上げに適した時期は2023年-2024年であるため、これがおそらくTiMEの最後の可能性となるだろう。

## 着水地点

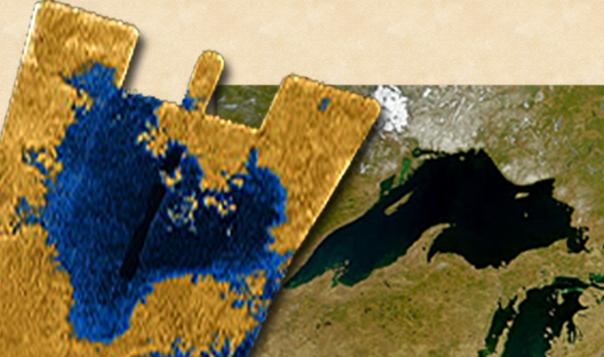
リゲイア海（左）と地球のスペリオル湖（右）の比較。

TiMEの当初構想では、2016年にアトラス V 411ロケットで打ち上げられた後、2023年にタイタンに到着する計画であった。着水地点としては北極付近のリゲイア海（北緯78度西経250度）が想定されていた。 リゲイア海は、タイタンでこれまでに発見された中では最大級の湖であり、表面積は約10万km2と推定されている。予備の候補地としては、クラーケン海が選定された。

## 探査目標
TiMEはタイタン到着まで、7年間にもわたり宇宙空間を旅する。TiMEは着陸機であるため、その間のフライバイ観測などは行わず、観測機器はタイタンの大気圏突入の段階で初めて稼働する。ただし、最初の観測データが送信されるのは着水が完了した後である。探査目標・測定機器としては以下が想定された。
1. タイタンの海の化学的性質の測定 : 質量分析計 (MS)、気象・物理的性質パッケージ (MP3)。
2. タイタンの海の深さの測定 : 気象・物理的性質パッケージ (MP3) のソナー。
3. タイタンの海洋プロセスの制約 : 気象・物理的性質パッケージ (MP3)、降下／地上用カメラ。
4. タイタンの海の気象変化の測定 : 気象・物理的性質パッケージ (MP3)、カメラ。
5. タイタンの海上の大気の分析 : 気象・物理的性質パッケージ (MP3)、カメラ。

探査機のカメラシステムについては、NASAとMSSS社との間で設計の準備段階のための、開発と運用の初期開発契約が結ばれていた。 カメラは2つ搭載される計画であり、1つはリゲイア海への降下中の撮影用、もう1つは着水後の撮影用とされていた。
気象・物理的性質パッケージ (Meteorology and Physical Properties Package; MP3)は、Applied Physics Laboratoryにより開発されていた。この機器パッケージは、風速や風向き、メタンの湿度、水面上の気圧と温度、濁度、水温、音の速さ、それに海の性質といった要素を測定することが可能である。水深はソナーで測定するよう設計されていた。シミュレーション上では音の伝播は炭化水素の海でも有効であり、ソナーの送受波器はタイタンの環境でも機能するよう液体窒素の温度で動作することがテストされた。

## 電力源

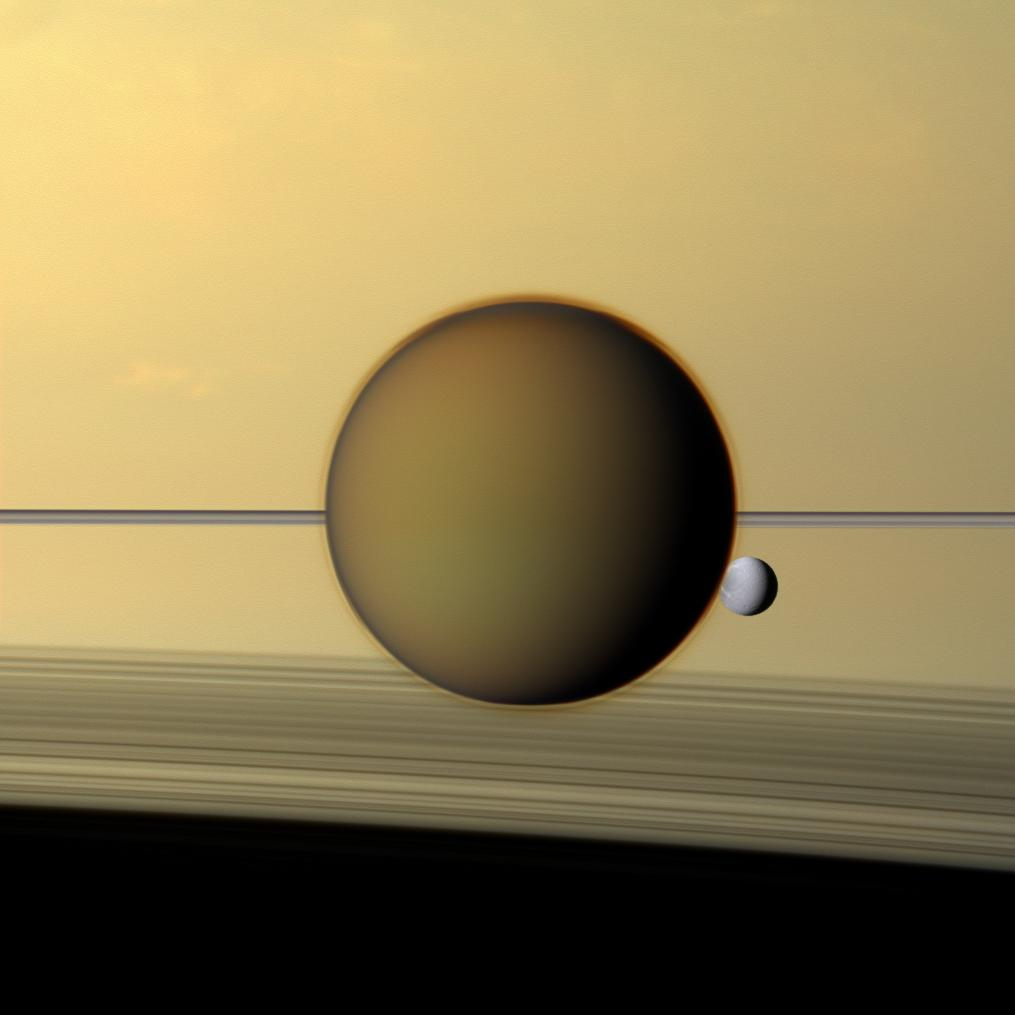
土星とディオネの前に浮かぶタイタン。

タイタンには分厚い大気があるため、火星探査機のようにソーラーパネルを使って電力を確保することはできない。またバッテリーでは、活動可能な期間が僅か数時間に限られてしまう。そこでNASAは、TiMEを新型のスターリング放射性同位体発電機 (ASRG) のテスト機とすることを計画した。 TiMEのミッションは、深宇宙と地球外の大気という2つの環境に対応することが求められる。ASRGは放射性同位体を用いた発電機で、スターリングエンジンを組み合わせたことで既存の放射性同位体熱電気転換器 (RTG) の4倍にあたる140-160Wの電力を生成することができる。質量は28kgで、寿命は14年とされている。 しかし、NASAは2013年現在、ASRGの開発を中止している。
仕様
- 寿命: 14年以上
- 出力: 140 W
- 質量: 28 kg
- システム効率: ~ 30%
- 2機のGPHS 238Pu モジュール
- 燃料: プルトニウム238 0.8 kg

TiMEには推進装置は搭載されない。風の力と、存在するのであれば潮流により、数か月をかけて海の中を漂う計画である。

## 通信
TiMEは地球と直接通信を行う。タイタン到着後は、基本的に、可能であれば数年に渡り断続的に通信を実行する。最終的に2026年には地球はリゲイア海からみて水平線の下に隠れてしまう。 地球と再び直接通信可能になるには2035年まで待たなければならない。

## 地上の状態
| ホイヘンス・プローブが写したタイタンの地表。 |  | データ加工後のもの。 |
| ホイヘンス・プローブが写したタイタンの地表。 |  | データ加工後のもの。 |

モデルによれば、リゲイア海の波はTiMEのミッション期間中、通常は0.2mを超えないことが示されている。ただし0.5mを超える大きい波が稀に発生する可能性はある。 シミュレーションでは、TiMEのカプセルが波に効果的に対処できることと、うまくいけば海岸に打ち上げられることが分かっている。 カプセルは海面を0.1m/sの速度で漂うことが期待されている。0.5m/s程度の潮流と風に押されることも期待されるが、これらの速度が1.3m/sを超えることはないとみられる。 探査機は推進装置を搭載せず、その動きをコントロールすることはできない。そのため、水深や温度、海岸線の画像などは継続的な地域のものが得られることになる。探査機の位置は、ドップラー効果や太陽の高度、超長基線電波干渉法により測定する。

## 生命発見の可能性
タイタンは地球外生命の探査にとって非常に重要な候補とみなされており、この探査では地球とは全く異なる生化学に基づくタイタンの生命が発見される可能性がある。 何人かの科学者は仮説として、タイタンにおける炭化水素の化学が無生物的なものと生命を形作るものの閾値に混ざっていた場合、生命を区別するのは難しいだろうとしている。 さらに、極寒のタイタンでは、生化学的な構造物のために利用できるエネルギーが限られることから、水を基盤とした生命は熱源なしでは凍り付いてしまう。 しかしながら、メタンを基盤とした仮説上の生命が存在する可能性も示唆されている。 TiMEの主任研究者であるEllen Stofanは、タイタンの海で我々が知っているような生命が見つかることは無いだろうとしつつも、「この海の化学が私たちに有機的なシステムがどうやって生命に進化するのかを教えるかもしれない」と述べている。

## 類似のミッション
- タイタンの湖に関する関心は高まっており、着陸機を用いない探査ミッションが計画されている。[23][24] NASAの研究者は、もしTiMEが採用されない場合、代わって潜水艦による探査が実施されるだろうと語っている。[23][24][25][26]
- バッテリーによる探査機はタイタン・サターン・システム・ミッション (TSSM) の一部として計画されている。いくつかの探査機が2010 NASA Planetary Science Decadal Surveyにより検討された。[27]
- 欧州の2012 EPSCミーティングにおいても、湖を探査するカプセルが提案されている。これはTALISE（英語版） (Titan Lake In-situ Sampling Propelled Explorer) と呼ばれている。[28][29] 主な違いは推進装置で、TALISEは可能であれば液体環境でも泥のような環境でも機能するアルキメディアン・スクリューを用いることが想定されていた。しかしTALISEはあくまで簡単な構想に留まっている。